# Nelly Noller
Nelly Noler, también conocida como Oma (Buenos Aires, 24 de septiembre de 1930) es una andinista argentina, conocida por ser la primera mujer de dicha nacionalidad en escalar el Aconcagua.

## Biografía
Nació el 24 de septiembre de 1930 en Buenos Aires en el seno de una familia de padres alemanes, su padre se llamaba Julio Noller y su mama Emma Luithardt. Asistió a la escuela Deutsche Schule de Villa Ballester (partido de General San Martín). En 1949 la familia se radicó en la ciudad de Mendoza para que su papá se hiciera cargo de la concesión del restaurante del Club Mendoza de Regatas. Allí practicó remo, y posteriormente incursionó en el montañismo. Allí conoció a Rolando Mikkan, con quién luego se casaría.
En el año 1952 encaró la ascensión del Aconcagua, llegando a la cima sin ayuda de oxígeno el 16 de enero, cuando ella contaba con solo 21 años. Estaba acompañada por Hugo Eduardo Santi y Rolando Mikkan, con quién aún no se había casado. Si bien al inicio ella no sabía que era la primera argentina en llegar a la cumbre, un periodista que se encontraba en Plaza de Mulas, un puesto base al pie del Aconcagua a 4250 metros de altura. Para poder lograr la ascensión ella y sus compañeros debieron fabricar su propia ropa ante la inexistencia de la ropa técnica necesaria. Entre otras cosas, confeccionaron medias de lana, mitones, pasamontañas, bolsas de dormir y pantalones. Previamente habían logrado su misma hazaña la francesa Adriana Bance 1940 (quién fallecería en 1944 durante su segundo ascenso); la segunda fue la española María Franca Canals Frau en 1947, quien falleció al descender; y la tercera la suiza Doris Marmillod en 1948.
Volvió a subir al Aconcagua en 1955, otra vez junto con Rolando Mikkan, quien ya era su prometido. aunque en dicha oportunidad con mayores dificultades debido a un clima más adverso. A su regreso fue recibida por el presidente Juan Domingo Perón; quien luego sería padrino de bodas el 18 de agosto de 1955, poco antes de la Revolución Libertadora.
Continuó practicando andinismo hasta el año 1957, cuando nació el primero de sus tres hijos. El mayor, llamado Jorge, también hizo andinismo y llegó a la cumbre del Aconcagua el 13 de diciembre de 1983. Se separó de su marido en 1978, y se mudó a Buenos Aires, para luego mudarse definitivamente a Toronto (Canadá) en 1988. Falleció el 8 de diciembre de 2022 en dicha ciudad.